# 南陽市 (河南省)
南陽市（なんようし）は、中華人民共和国河南省の西南部に位置する地級市。

## 地勢
漢水の支流である白河の西岸に位置する。農業機械の生産や、綿織物・絹織物の生産も盛ん。約220キロ北東に同省の鄭州、320キロ南東に湖北省の武漢が位置している。

## 歴史
春秋時代には楚に属する宛と呼ばれる都市であり、金属工業が盛んだった。
秦の時代に強制的に移民が送り込まれて南陽郡が設置され、前漢の時代に発展が進んだ。後漢を興した光武帝は、この都市周辺の南陽盆地を勢力基盤としていた。後漢後期の140年（永和5年）では、南陽郡の人口は52万戸で全土で最高を記録している。
その後も、中国における経済、文化の中心地の一つとして発展を続けた。古代中国の科学者、文学者で地震計を発明したとされる張衡が南陽の出身である。

## 行政区画
2市轄区・1県級市・10県を管轄下に置く。
- 市轄区：
  - 臥竜区・宛城区
- 県級市：
  - 鄧州市
- 県：
  - 淅川県・内郷県・社旗県・南召県・西峡県・唐河県・新野県・鎮平県・桐柏県・方城県

| 南陽市の地図                                                                               |
| ------------------------------------------------------------------------------------------ |
| 宛城区 臥竜区 南召県 方城県 西峡県 鎮平県 内郷県 淅川県 社旗県 唐河県 新野県 桐柏県 鄧州市 |

### 年表
この節の出典

#### 南陽地区
- 1949年10月1日 - 中華人民共和国河南省南陽専区が成立。南陽県・方城県・唐河県・泌陽県・南召県・鎮平県・内郷県・西峡県・淅川県・鄧県・新野県・桐柏県が発足。(12県)
- 1949年11月22日 - 南陽県の一部が分立し、南陽市が発足。(1市12県)
- 1950年4月28日 - 唐河県の一部が南陽県に編入。(1市12県)
- 1950年5月7日 - 南陽市の一部が南陽県に編入。(1市12県)
- 1950年9月9日 - 南陽県・鄧県の各一部が新野県に編入。(1市12県)
- 1951年6月15日 - 南陽県の一部が南召県・方城県に分割編入。(1市12県)
- 1952年5月5日 - 唐河県の一部が南陽県に編入。(1市12県)
- 1952年5月27日 - 唐河県の一部が南陽県に編入。(1市12県)
- 1952年6月10日 - 南陽市が南陽県に編入。(12県)
- 1952年6月11日 - 唐河県の一部が南陽県に編入。(12県)
- 1952年11月30日 - 湖北省襄陽専区襄陽県の一部が唐河県に編入。(12県)
- 1953年7月9日 - 南陽県の一部が分立し、南陽鎮が発足。(12県1鎮)
- 1953年11月10日 - 南陽鎮が市制施行し、南陽市となる。(1市12県)
- 1960年8月15日 - 南陽県が南陽市に編入。(1市11県)
- 1961年10月5日 - 南陽市の一部が分立し、南陽県が発足。(1市12県)
- 1965年6月16日 - 泌陽県が駐馬店専区に編入。(1市11県)
- 1965年11月13日 - 南陽県・唐河県・方城県の各一部が駐馬店専区泌陽県の一部と合併し、社旗県が発足。(1市12県)
- 1969年3月15日 - 南陽専区が南陽地区に改称。(1市12県)
- 1974年10月17日 - 南召県・方城県の各一部が合併し、雲陽弁事処が発足。(1市12県1弁事処)
- 1977年3月20日 - 雲陽弁事処が南召県・方城県に分割編入。(1市12県)
- 1983年8月6日 - 南陽県の一部が南陽市に編入。(1市12県)
- 1988年11月17日 - 鄧県が市制施行し、鄧州市となる。(2市11県)
- 1994年7月1日 - 南陽地区が地級市の南陽市に昇格。

#### 南陽市
- 1994年7月1日 - 南陽地区が地級市の南陽市に昇格。(2区1市10県)
  - 南陽市・南陽県の各一部が合併し、宛城区が発足。
  - 南陽市の残部・南陽県の残部が合併し、臥竜区が発足。
- 2021年9月14日 - 宛城区の一部が臥竜区に編入。(2区1市10県)

## 人口
南陽市は人口が多い。国内でも珍しい、人口1000万人以上の地級市の一つであり、河南省で最多の人口を抱える。盆地の中にいくつもの河川が流れ、中国北方と南方の中間点であり、災害も少なく、長い歴史を有する事から、多数の人口を抱える。
2017年末の時点で、総人口は1194.23万人、常住人口は1005.02万人。

## 観光

### 文化遺産
- 武侯祠 - 三国時代の蜀の君主の劉備に仕えた諸葛亮をまつる。
- 漢画館

### 自然景観
- 白河遊覧区
- 独山森林公園

## 交通
- 航空
  - 南陽姜営空港
- 鉄道
  - 南陽駅
    - 焦柳線（河南省焦作市 - 広西チワン族自治区柳州市）
    - 寧西線（江蘇省南京市 - 陝西省西安市）

  - 南陽東駅（中国語版）
    - 鄭渝高速鉄道（中国語版）（河南省鄭州市 - 重慶市）
- 道路
  - G312国道
  - 滬陝高速道路（G40 上海-西安高速道路）
  - 二広高速道路（G55 二連浩特-広州高速道路）

## 出身者
- 范蠡
- 張釈之
- 更始帝・光武帝・鄧禹・張衡・張仲景
- 許攸・文聘・鄧艾・甘寧・黄忠・魏延
- 范曄
- 岑参・韓愈
- 姚雪垠
- 二月河
- 王永民

## 姉妹都市・提携都市
- 南陽市（日本国山形県） - 1988年10月6日友好都市提携。